# حركة حداثية

هانز هوفمان، «البوابة»، 1959-1960، مجموعة: متحف سولومون غاغينهايم. ولم يكن هوفمان معروفاً فقط كفنان ولكن أيضاً كمدرس للفن، وواضع نظريات حداثية في بلده ألمانيا، وبعد ذلك في الولايات المتحدة خلال عقد 1930 في نيويورك وكاليفورنيا. وقدم الحداثة والنظريات الحديثة لجيل جديد من فناني أمريكا. من خلال تعاليمه ومحاضراته في المدارس الفنية في قرية غرينتش وبروفينس، ماساشوستس، استطاع أن يوسع نطاق الحداثة في الولايات المتحدة.

الحداثة هي حركة فلسفية وفنية نشأت، إلى جانب الاتجاهات الثقافية والتغيرات، من تحولات واسعة النطاق وبعيدة المدى في العالم الغربي خلال أواخر القرن التاسع عشر وأوائل القرن العشرين. من ضمن العوامل التي صاغت الحداثة تطور المجتمعات الصناعية الحديثة ونمو المدن السريع، ولاحقًا ردود الفعل على أهوال الحرب العالمية الأولى. رفضت الحداثة قطعية التفكير التنويري، على الرغم من أن العديد من الحداثيين رفضوا المعتقدات الدينية أيضًا.
تضمنت الحداثة عمومًا نشاطات وابتكارات أولئك الذين شعروا أن الأشكال التقليدية من الفن والعمارة والأدب والإيمان الديني والفلسفة والتنظيم الاجتماعي ونشاطات الحياة اليومية والعلوم قد أصبحت غير ملائمة لمهامها، وقديمة في ظل البيئة الاقتصادية والاجتماعية والسياسية لعالم ناشئ صناعي بالكامل. شكلت توصيات الشاعر عزرا باوند في عام 1934 تحت شعار «جدّده!» حجر الأساس لنهج الحركة تجاه ما رأته ثقافةً قديمة عفا عليها الزمن. ومن هذا المنطلق، كان لجميع ابتكاراتها، مثل رواية سيل الوعي والموسيقى اللامقامية أو موسيقى الإثني عشر نغمة والرسم التقسيمي والفن التجريدي، أسلاف من القرن التاسع عشر.
من السمات البارزة للحداثة الوعي الذاتي والسخرية فيما يتعلق بالتقاليد الأدبية والاجتماعية، ما أدى أغلب الأحيان إلى تجارب على الشكل، إلى جانب استخدام التقنيات التي لفتت الانتباه إلى العمليات والمواد المستخدمة في تشكيل لوحة أو قصيدة أو بناء، وغيرها من الأعمال الفنية. رفضت الحداثة إيديولوجيا الواقعية واستخدمت الأعمال القديمة عبر استعمال التكرار والتضمين وإعادة الكتابة والإيجاز والمراجعة والمحاكاة الساخرة.
في حين يرى بعض العلماء أن الحداثة تستمر حتى القرن الحادي والعشرين، يرى آخرون أنها تتطور لتصبح حداثة متأخرة أو حداثة عليا. ما بعد الحداثة هو خروج عن الحداثة ودحض افتراضاتها الأساسية.

## تعريفها
يعرّف بعض المعلقين الحداثة على أنها طريقة تفكير، وهي واحدة أو أكثر من الخصائص المحددة فلسفيًا كالوعي الذاتي والمرجعية الذاتية، تمتد عبر كل المستجدات في الفنون والتخصصات. وأشيعهم، خاصة في الغرب، هم أولئك الذين ينظرون إليها كاتجاه فكري تقدمي من الناحية الاجتماعية يؤكد على قدرة البشر على إبداع بيئتهم وتطويرها وإعادة صياغتها بمساعدة التجريب العملي أو المعرفة العلمية أو التكنولوجيا. من هذا المنظور، تشجع الحداثة على إعادة النظر في جميع جوانب الوجود، من التجارة إلى الفلسفة، بهدف إيجاد السبب الذي «يعيق» التقدم، واستبداله بطرق جديدة للوصول إلى نفس الغاية. يركز آخرون على الحداثة بصفتها تأملًا جماليًا. يسهل هذا الأمر النظر في ردود الفعل المحددة على استخدام التكنولوجيا في الحرب العالمية الأولى، والجوانب العدمية والمناهضة للتكنولوجيا في أعمال مفكرين وفنانين كثر والتي تمتد في الفترة بين عصر فريدريك نيتشه (1844-1900) وصمويل بيكيت (1906-1989).
وفقًا لروجر غريفين، يمكن تعريف الحداثة بنظرة متطرفة على أنها مبادرة ثقافية واجتماعية وسياسية واسعة، تدعمها أخلاقيات «زمن الجديد». وفقًا لما كتبه غريفين: سعت الحداثة إلى إعادة «حس النظام السامي والغاية إلى العالم المعاصر، وبالتالي مواجهة التآكل (المتصور) «لناموس» شامل، أو «فسطاط مقدس»، تحت التأثير الممزق والمعلمن للحداثة». ولذلك، فإن الظواهر التي تبدو غير مترابطة ببعضها البعض مثل «التعبيرية والمستقبلية والمذهب الحيوي والتصوف والتحليل النفسي والعري وتحسين النسل والتخطيط الحضري الطوباوي والعمارة والرقص الحديث والبلشفية والقومية الرومانسية، وحتى مذهب التضحية بالذات (الانتحار الإيثاري) الذي أبقى على مذبحة الحرب العالمية الأولى، تُبدِي سببًا مشتركًا ومنشأ نفسيًا في الحرب ضد الانحطاط (المتصور)». إذ تمثل كلها عروضًا للوصول إلى «تجربة فوق شخصية للواقع»، يؤمن فيها الأفراد أنهم تساموا فوق الفناء، وأنهم توقفوا في النهاية عن كونهم ضحايا للتاريخ وأصبحوا عوضًا عن ذلك خالقين له.

## تاريخها الباكر

### منشؤها
وفقًا لأحد النقاد، تطورت الحداثة من ثورة الرومانسية ضد آثار الثورة الصناعية والقيم البرجوازية: يؤكد غراف أن الدافع الأساسي للحداثة كان انتقاد النظام الاجتماعي البرجوازي ونظرته للعالم في القرن التاسع عشر... الحداثيين حاملين شغلة الرومانسية». بينما كان جاي إم تيرنر (1775-1851)، وهو أحد أعظم رسامي التصوير الطبيعي، عضوًا في الحركة الرومانسية بصفته رائدًا في دراسة النور واللون والجو، «استبق الانطباعيين الفرنسيين» ولذلك كانت الحداثة «كسرًا للصيغ التقليدية للتصوير، على الرغم من أنه، وعلى عكسهم، آمن بأن أعماله يجب أن تعبر دومًا عن مواضيع تاريخية أو أسطورية أو أدبية أو غيرها من المواضيع السردية».
قوبلت الاتجاهات السائدة في بريطانيا الفيكتورية الصناعية منذ عام 1850، بمعارضة الشعراء والرسامين الإنجليز الذين أسسوا رابطة ما قبل الرفائيلية، نظرًا لمعارضتهم «المهارات التقنية دون إلهام». تأثروا بكتابات الناقد الفني جون راسكن (1819-1900)، الذي امتلك مشاعر قوية تجاه دور الفن في المساعدة على تحسين حياة الطبقات العاملة المدنية، في ظل التوسع السريع للمدن الصناعية في بريطانيا. يصف الناقد الفني كليمنت غرينبيرغ رابطة ما قبل الرفائيلية بالحداثيين الأوائل: «كان الحداثيون الأوائل، من بين الجميع، هم ما قبل الرفائيلية (وحتى من سبقهم كالحداثيين الأوائل الباكرين والناصرى الألمان). بشرت ما قبل الرفائيلية في الواقع بظهور مانيه (1832-1883)، والذي بدأ معه الرسم الحداثي فعلًا. كانوا مستائين من طريقة ممارسة الرسم في زمنهم، معتبرين أن واقعيتها غير صادقة بما فيه الكفاية». كان للعقلانية أيضًا معارضون من الفلاسفة مثل سورين كيركغور (1813-1855) ولاحقًا فريدريك نيتشه (1844-1900)، وكان لكليهما تأثير هام على الوجودية والعدمية.
ومع ذلك، استمرت الثورة الصناعية. شملت الابتكارات المؤثرة صناعات طاقة البخار وبالأخص تطور السكك الحديدية، الذي بدأ في بريطانيا في ثلاثينيات القرن العشرين، والتطورات اللاحقة في الفيزياء والهندسة والعمارة المرتبطة بهذا الأمر. كان أحد الإنجازات الهندسية في القرن التاسع عشر بناء قصر الكريستال، وهو قاعة معرض ضخمة مصنوعة من حديد الزهر والزجاج بُنيَت لأجل المعرض الكبير لعام 1851 في لندن. استُخدم الزجاج والحديد بنفس الأسلوب الأثري في بناء محطات السكك الحديدية الكبرى في لندن، مثل محطة بادنغتون (1854) ومحطة كينغز كروس (1889). أدت هذه التطورات التكنولوجية إلى بناء منشآت أخرى مثل جسر بروكلين (1883) وبرج إيفل (1889). كسر هذا الأخير جميع القيود السابقة المتعلقة بطول الأجسام المصنوعة من قبل البشر. غيرت هذه المعجزات الهندسية البيئة المدنية وحياة الناس اليومية في القرن التاسع عشر تغييرًا جذريًا. تغيرت تجربة البشر مع الوقت نفسه، مع تطوير التلغراف الكهربائي عام 1837، وتبنيّ شركات السكك الحديدية البريطانية للتوقيت القياسي منذ عام 1845، وفي باقي أنحاء العالم عبر الخمسين سنة اللاحقة.
على الرغم من استمرار التقدم التكنولوجي، تعرضت فكرة أن التاريخ والحضارة تقدميان بطبيعتهما وأن التقدم جيد دومًا لهجوم متزايد في القرن التاسع عشر. ظهرت الحجج التي زعمت أن قيم الفنانين وقيم المجتمع ليستا مختلفتين فحسب، بل أن قيم المجتمع معاكسة للتقدم، وأنه لا يستطيع المضي قدمًا بشكله الحالي. في وقت باكر من القرن، شكك الفيلسوف شوبنهاور (1788-1860) (العالم إرادة وفكرة، 1819) في التفاؤل السابق، وكان لأفكاره تأثير هام على المفكرين اللاحقين، ومنهم نيتشه. كان من أهم المفكرين في منتصف القرن التاسع عشر عالم الأحياء تشارلز داروين (1818-1883)، صاحب كتاب أصل الأنواع عن طريق الانتقاء الطبيعي (1859)، وعالم السياسة كارل ماركس (1818-1883)، صاحب كتاب رأس المال (1867). أضعفت نظرية داروين حول التطور عبر الاصطفاء الطبيعي اليقين الديني وفكرة تفرد الإنسان. على وجه التحديد، ثبتت صعوبة توافق فكرة أن البشر مدفوعون بنفس الغرائز الموجودة لدى «الحيوانات الأدنى رتبة» مع فكرة الروحانية النبيلة. وجادل كارل ماركس بوجود تناقضات جوهرية في نظام الرأسمالية، وأن العمال وفقًا لها ليسوا أحرارًا.